# 相續
相續，是佛教術語，義為有為法前因後果連續不絕。在部派佛教中，“無我”、“無眾生”、“無壽命”是共通之基礎，在性空論者所傳承契經中更加之“無人”，稱為第一最空之法，因此佛教界經常用“相續”來替代詞語“人”，如說“欲有相續”、“色有相續”、“無色有相續”、自相續、他相續。

## 概論
在《雜阿含經》等經典中，此生所造善恶諸業，在臨終時會憶起引發善或不善之心，從而延續到來生。滅除苦集的因，就可以滅除苦，滅除緣起有為的因果相續，達到無為的涅槃。說一切有部《大毘婆沙論》已經引證了《稻芉經》等的“外法緣起”，並提出了“業種子”概念，但否定了“相似相續”。
龍樹《中論》中，引用了經量部的說法，以種子生芽、芽生果實的比喻來說明業果相續，並隨即評破。相續概念在世親《俱舍論》中有也有闡述。

## 經論記載
依據《大毘婆沙論》，相續有五種：
|  | 然諸相續，略有五種：一、中有相續，二、生有相續，三、時分相續，四、法性相續，五、剎那相續。 1. 中有相續者，謂：死有蘊滅，中有蘊生；此中有蘊，續死有蘊，是故名為中有相續。 2. 生有相續者，謂：中有蘊滅、或死有蘊滅，生有蘊生；此生有蘊，續中有蘊、或續死有蘊，是故名為生有相續。 3. 時分相續者，謂：羯刺藍乃至盛年時分蘊滅，頞部曇乃至老年時分蘊生；此頞部曇乃至老年時分蘊，續羯刺藍乃至盛年時分蘊，是故名為時分相續。 4. 法性相續者，謂：善法無間，不善法、或無記法生；此不善法、或無記法，續前善法；不善法、或無記法無間，廣說亦爾，是故名為法性相續。 5. 剎那相續者，謂：前前剎那無間，後後剎那生；此後後剎那，續前前剎那，是故名為剎那相續。 |

《大毘婆沙論》還記載了分別論者的見解：
|  | 如分別論者執：世第一法，相續現前；彼說相續，總有三種：一、時相續，二、生相續，三、相似相續；世第一法，雖無前二，而有後一。今欲遮遣彼所執義，顯：世第一法，唯一念現前。 |

## 相續緣起
提婆設摩《識身論》記載了一種十二緣起理論，與《發智論》的時分緣起不同：
|  | 於可愛事，由無智故，便生等貪。 - 此中無智，即是無明。等貪，即行。 - 了別事相，即是其識。識俱四蘊，即是名色。名色依根，即是六處。 - 六處和合，即是其觸。此中領納，即是其受。受生欣喜，即是其愛。此愛增廣，即名為取。能生後有業，即名有。 - 諸蘊現起，則名為生。諸蘊成熟，即名為老。諸蘊棄捨，即名為死。 於內熱惱，即名為愁。發言怨嗟，即名為歎。五識相應不平安受，說名為苦。意識相應不平安受，說名為憂。其心熱惱擾惱燋惱，說名擾惱。等起謂生。言如是者，示現顯了，開發增語。能生起故，說名積集。純謂至極，究竟圓滿。大苦蘊者，大災、大橫、大殃、大惱，順大世分，眾苦法聚。 |

《大毘婆沙論》稱之為多心相續緣起，這是與設摩達多尊者的一心剎那緣起相對而言。